# Ácido tranexámico
| Ficha del ácido tranexámico                  | | | |        |        |
| Fórmula estructural                          | | | |        |        |
| Estructura del nombre DCI                    | | | |        |        |
| Información general                          | | | |        |        |
| Nombre (DCI)                                 | Ácido tranexámico | Ácido tranexámico | Ácido tranexámico |        |        |
| Otros nombres                                | --- | --- | --- |        |        |
| Grupo principal                              | Inhibidor de la coagulación | Inhibidor de la coagulación | Inhibidor de la coagulación |        |        |
| 1. Subgrupo                                  | antifibrinolíticos | antifibrinolíticos | antifibrinolíticos |        |        |
| 2. Subgrupo                                  | Inhibidores de la plasmina | Inhibidores de la plasmina | Inhibidores de la plasmina |        |        |
| 3. Subgrupo                                  | Inhibidores de la lisina | Inhibidores de la lisina | Inhibidores de la lisina |        |        |
| Nombres comerciales                          | Alemania | Cyklokapron | Cyklokapron |        |        |
| Nombres comerciales                          | Estados Unidos | Cyklokapron | Cyklokapron |        |        |
| Nombres comerciales                          | Unión Europea (EMEA) | Amchafibrin | Amchafibrin |        |        |
| Fabricante                                   | Pharmacia & Upjohn (EE. UU.), Pharmacia (Alemania), Rottapharm (Italia) | Pharmacia & Upjohn (EE. UU.), Pharmacia (Alemania), Rottapharm (Italia) | Pharmacia & Upjohn (EE. UU.), Pharmacia (Alemania), Rottapharm (Italia) |        |        |
| Información química                          | | | |        |        |
| Nombre IUPAC                                 | Ácido trans-4-(aminometil)-ciclohexanocarboxílico | Ácido trans-4-(aminometil)-ciclohexanocarboxílico | Ácido trans-4-(aminometil)-ciclohexanocarboxílico |        |        |
| Fórmula química                              | C8H15NO2 | C8H15NO2 | C8H15NO2 |        |        |
| Masa molecular                               | 157,2 g/mol | Punto de fusión | >300 °C |        |        |
| Punto de ebullición                          | --- °C | Evaporación | --- °C | --- °C | --- °C |
| Estado de agregación de la materia           | Polvo blanco cristalino | Polvo blanco cristalino | Polvo blanco cristalino |        |        |
| Solubilidad                                  | Agua | --- g/L | --- g/L |        |        |
| Solubilidad                                  | Etanol | --- | --- |        |        |
| Solubilidad                                  | Disolventes orgánicos | --- | --- |        |        |
| pH (dilución)                                | Agua dest. | 6,5-8,0 | 6,5-8,0 |        |        |
| pH (dilución)                                | Glucosa 5% | --- | --- |        |        |
| pH (dilución)                                | NaCl 0,9% | --- | --- |        |        |
| Referencias de bases de datos (códigos e ID) | | | |        |        |
| Número CAS                                   | 1197-18-8 | ATC | B02 AA02 |        |        |
| PubMed                                       | --- (Compuesto) | ChemBank | APRD 01270 |        |        |
| Lista roja 2006                              | --- | EINECS | - |        |        |
| Información farmacológica                    | | | |        |        |
| Modo de administración                       | Vía oral (o.); vía intravenosa (i.v.); local | Vía oral (o.); vía intravenosa (i.v.); local | Vía oral (o.); vía intravenosa (i.v.); local |        |        |
| Biodisponibilidad                            | 20-30-50% tras la administración vía oral,pero es independientemente de si se toma simultáneamente con las comidas o no. Traspaso de la placenta 100%. Enlace de proteínas plasmáticas 3% (casi exclusivamente a la plasmina). Traspaso a la leche materna 1%. | 20-30-50% tras la administración vía oral,pero es independientemente de si se toma simultáneamente con las comidas o no. Traspaso de la placenta 100%. Enlace de proteínas plasmáticas 3% (casi exclusivamente a la plasmina). Traspaso a la leche materna 1%. | 20-30-50% tras la administración vía oral,pero es independientemente de si se toma simultáneamente con las comidas o no. Traspaso de la placenta 100%. Enlace de proteínas plasmáticas 3% (casi exclusivamente a la plasmina). Traspaso a la leche materna 1%. |        |        |
| Metabolismo                                  | mínimo en el hígado, valor de la mitad del tiempo terminal 2 horas, volumen de distribución 9-12 L | mínimo en el hígado, valor de la mitad del tiempo terminal 2 horas, volumen de distribución 9-12 L | mínimo en el hígado, valor de la mitad del tiempo terminal 2 horas, volumen de distribución 9-12 L |        |        |
| Incompatibilidades                           | Factor IX | Riesgo de trombosis | Riesgo de trombosis |        |        |
| Eliminación                                  | Orina | 95% como sustancia inalterada | 95% como sustancia inalterada |        |        |
| Eliminación                                  | Heces | --- | --- |        |        |
| Incompatibilidad                             | N.N. | - | - |        |        |
| Información clínica                          | | | |        |        |
| Indicaciones                                 | Niños | Prevención o reducción de las hemorragias en caso de hemofilia (p. ej. hemorragias en las encías), profilaxis y tratamiento de los ataque agudos de AEH | Prevención o reducción de las hemorragias en caso de hemofilia (p. ej. hemorragias en las encías), profilaxis y tratamiento de los ataque agudos de AEH |        |        |
| Indicaciones                                 | Adultos | Prevención o reducción de las hemorragias en caso de hemofilia (p. ej. hemorragias en las encías),profilaxis y tratamiento de los ataque agudos de AEH | Prevención o reducción de las hemorragias en caso de hemofilia (p. ej. hemorragias en las encías),profilaxis y tratamiento de los ataque agudos de AEH |        |        |
| Efectos secundarios                          | Trastornos visuales. Náuseas, vómitos, diarrea. Caída de la presión arterial (en caso de administración i.v. rápida). | Trastornos visuales. Náuseas, vómitos, diarrea. Caída de la presión arterial (en caso de administración i.v. rápida). | Trastornos visuales. Náuseas, vómitos, diarrea. Caída de la presión arterial (en caso de administración i.v. rápida). |        |        |
| Contraindicaciones                           | Insuficiencia renal (se requiere una adaptación de la dosis). Hemorragias en el aparato urinario (peligro de obstrucción). Trombosis existentes. | Insuficiencia renal (se requiere una adaptación de la dosis). Hemorragias en el aparato urinario (peligro de obstrucción). Trombosis existentes. | Insuficiencia renal (se requiere una adaptación de la dosis). Hemorragias en el aparato urinario (peligro de obstrucción). Trombosis existentes. |        |        |
| Indicaciones de seguridad                    | | | |        |        |
| Símbolos de riesgo químico                   | --- | --- | --- |        |        |
| Símbolos de riesgo químico                   | En experimentos con animales carcinógeno. No teratógeno. | | |        |        |
| Frases R y S                                 | Frases R | --- | --- |        |        |
| Frases R y S                                 | Frases S | --- | --- |        |        |
| LEP                                          | --- | --- | --- |        |        |
| Estado de autorización                       | | | |        |        |
|                                              | Alemania | EE. UU. | UE |        |        |
| Fecha de autorización                        | DD.MM.AAAA | 30.12.1986 | DD.MM.AAAA |        |        |
| Estado                                       | Sólo de venta en farmacias. Solo por prescripción médica. | Sólo de venta en farmacias. Solo por prescripción médica. | Sólo de venta en farmacias. Solo por prescripción médica. |        |        |

El ácido tranexámico (inglés tranexamic acid), es una sustancia utilizada en medicina para neutralizar el sistema de fibrinólisis. Fue descubierto en 1962 por Utako Okamoto. Su mecanismo de efecto radica en un bloqueo de la formación de plasmina mediante la inhibición de la actividad proteolítica de los activadores de plasminógenos, cosa que en definitiva inhibe la disolución de los coágulos (fibrinólisis). Por ello, se denomina antifibrinolítico (inhibidor de la fibrinólisis).

## Origen y producción
El ácido tranexámico es una sustancia sintética semejante a la lisina.

## Mecanismo de acción
El ácido tranexámico bloquea el punto de enlace de la lisina en la enzima de la fibrinólisis plasmina, esencial para el enlace de la plasmina a la fibrina. De este modo se bloquea el efecto normal de la plasmina, la disolución de coágulos (fibrinólisis). En dosis reducidas, el ácido tranexámico actúa como inhibidor competitivo de la plasmina, en dosis elevadas como inhibidor no competitivo.

### Absorción y biodisponibilidad
El ácido tranexámico tiene una biodisponibilidad de 30 a 50% tras la administración por vía oral. El volumen de distribución oscila entre 9 y 12 L; y el valor del tiempo de vida medio es de 2 h.

### Metabolización (metabolismo)
El ácido tranexámico se metaboliza de forma mínima en el hígado. Como productos metabólicos, se han encontrado en la orina ácido carboxílico (1% de la dosis administrada) y la forma acetilizada del ácido tranexámico (0,1% de la dosis administrada).

### Eliminación
La eliminación se efectúa en un 95% por los riñones y el aparato urinario (eliminación renal).

### Incompatibilidades (interacciones)
Factor IX. Cuando se administra ácido tranexámico junto con factor IX se ha observado un riesgo elevado de trombosis.

## Indicaciones

### Adultos
Extracción dental o hemorragias en las encías en caso de hemofilia. Para evitar o reducir hemorragias.
Hiperfibrinólisis generalizada o local. Reducción de la hiperfibrinólisis provocada bien por sobresecretación de plasmina (hiperplasminemia) o como consecuencia de un tratamiento trombolítico con estreptocinasa, por ejemplo. Puede aparecer una fibrinólisis local elevada en caso de operaciones de próstata y operaciones en el aparato urinario, hemorragias recidivantes en el tubo digestivo, colitis ulcerosa, hipermenorrea esencial o inducida por DIU (menstruación incrementada), hemorragias nasales y tras extracciones dentales en pacientes con trastornos de la coagulación sanguínea (coagulopatías).
Antídoto para fibrinolíticos. El ácido tranexámico también se emplea como antídoto en caso de bloqueo de fibrinolíticos como la estreptocinasa. En este caso también se administra como sustancia alternativa el inhibidor de la proteinasa (antiplasmina) aprotinina (Trasylol).
Disminuir el volumen de sangrado menstrual. Durante el tiempo de sangrado disminuye la cantidad de este.
Está también indicado para la profilaxis y el tratamiento de los episodios agudos de angioedema hereditario (AEH).

### Niños y adolescentes
Extracción dental o hemorragias en las encías en caso de hemofilia. Para evitar o reducir hemorragias.
Hiperfibrinólisis generalizada o local. Reducción de la hiperfibrinólisis provocada bien por sobresecretación de plasmina (hiperplasminemia) o como consecuencia de un tratamiento trombolítico con estreptocinasa, por ejemplo. Puede aparecer una fibrinólisis local elevada en caso de operaciones de próstata y operaciones en el aparato urinario, hemorragias recidivantes en el tubo digestivo, colitis ulcerosa, hipermenorrea esencial o inducida por DIU (menstruación incrementada), hemorragias nasales y tras extracciones dentales en pacientes con trastornos de la coagulación sanguínea (coagulopatías).
Antídoto para fibrinolíticos. El ácido tranexámico también se emplea como antídoto en caso de bloqueo de fibrinolíticos como la estreptocinasa. En este caso también se administra como sustancia alternativa el inhibidor de la proteinasa (antiplasmina) aprotinina (Trasylol).
También está indicado para la profilaxis y el tratamiento de los episodios agudos de angioedema hereditario (AEH).

## Dosis y administración

### Adultos
Extracción dental en caso de hemofilia. 10 mg/kg de peso corporal, por dosis individual administrada lentamente por vía intravenosa (o como infusión) antes de la extracción dental. Dosis diaria de 25 mg/kg de peso corporal, administrado por vía oral repartida entre 3 o 4 dosis individuales. Como alternativa un día antes de la extracción dental se pueden administrar por vía oral 25 mg/kg de peso corporal, por dosis individual repartidos en 3 o 4 dosis individuales.
La dosis estándar en caso de fibrinólisis local es de 1 a 2 ampollas administradas lentamente por vía intravenosa (0,5-1 g de ácido tranexámico) preferiblemente como breve infusión durante 10 minutos o también con 2 o 3 comprimidos recubiertos con película, en dos o tres tomas diarias respectivamente. En caso de fibrinólisis generalizada grave se administra lentamente 1 g (2 ampollas) por vía intravenosa en intervalos de 6 a 8 horas observando la proporción 15 mg/kg de peso corporal.
A causa de la eliminación casi exclusivamente renal de esta sustancia, en caso de insuficiencia renal debe reducirse esta dosis, en especial en tratamientos prolongados, para que el ácido tranexámico no se acumule en el plasma. Dependiendo de la presencia de creatinina en el suero, se reducirá el número de dosis diarias individuales.

### Niños y adolescentes
Extracción dental en caso de hemofilia. 10 mg/kg de peso corporal por dosis individual administrada lentamente por vía intravenosa (o como infusión) antes de la extracción dental. Dosis diaria de 25 mg/kg de peso corporal administrado por vía oral repartida entre 3 o 4 dosis individuales. Como alternativa, un día antes de la extracción dental se pueden administrar por vía oral 25 mg/kg de peso corporal por dosis individual repartidos en 3 o 4 dosis individuales.
A causa de la eliminación casi exclusivamente renal de esta sustancia, en caso de insuficiencia renal debe reducirse esta dosis, en especial en tratamientos prolongados, para que el ácido tranexámico no se acumule en el plasma. Dependiendo de la presencia de creatinina en el suero, se reducirá el número de dosis individuales al día.

### Efectos secundarios
Reacciones alérgicas. Aparecen tanto de forma sistemática (en todo el cuerpo) como en forma de erupciones cutáneas.
Formación de trombosis. El ácido tranexámico puede provocar especialmente en pacientes con propensión a la trombosis (trombofilia), ya sea natal o adquirida, una formación o incremento de trombosis. Las trombosis pueden provocar embolias (embolia pulmonar, apoplejía).
Fibrilación auricular. Riesgo incrementado de apoplejía.
Trastornos visuales. El ácido tranexámico puede provocar en personas trastornos visuales. En experimentos con animales se han descrito daños en la retina.

## Contraindicaciones
- Lactancia. El ácido tranexámico se filtra en la leche materna (en concentraciones mínimas).
- Hemorragias en el tracto urinario. El empleo de ácido tranexámico puede atascar el uréter y provocar así una acumulación de orina.
- Trombosis. Las trombosis (existentes) se potencian con la administración de ácido tranexámico.

Sepsis y CID (coagulación intravascular diseminada)

## Composición y presentación
- 1 comprimido (v o.) recubierto con película contiene 500 mg de ácido tranexámico.
- 1 ampolla de 5 ml contiene 500 mg de ácido tranexámico para administración i.v.

## Comercialización
Los laboratorios Rottapharm lo comercializan bajo el nombre Amchafibrin, y Pharmacia & Upjohn lo comercializa bajo el nombre Cyclokapron, ambas, marcas registradas. En Argentina se comercializa como Arotran por laboratorios Ariston.